# Мельник, Татьяна Юрьевна
Татьяна Юрьевна Мельник (укр. Тетяна Юріївна Мельник; род. 2 апреля 1995, Александровка, Кировоградская область) — украинская легкоатлетка, специализирующаяся в беге на 400 метров и 400 метров с барьерами. Бронзовый призёр чемпионата Европы в помещении 2017 года в эстафете 4×400 метров. Мастер спорта.

## Биография
Начинала заниматься лёгкой атлетикой в Кировоградской СДЮСШОР-2 им. В. Верхолавцева под руководством Вадима Приймака. После поступления в Киевское высшее училище физической культуры стала специализироваться в барьерном беге. В 2014 году дошла до полуфинала на юниорском чемпионате мира в беге на 400 метров с барьерами.
В 2016 году установила личный рекорд на чемпионате страны на дистанции 400 метров — 51,92. Этот результат позволил ей попасть в сборную Украины на главные старты сезона: в эстафете 4×400 метров она стала шестой на чемпионате Европы и пятой — на Олимпийских играх.
Выиграла бронзовую медаль в эстафете на чемпионате Европы в помещении 2017 года: украинки уступили только сборным Польши и Великобритании.

## Основные результаты
| Год  | Турнир                       | Место проведения         | Дисциплина       | Место       | Результат |
| ---- | ---------------------------- | ------------------------ | ---------------- | ----------- | --------- |
| 2014 | Чемпионат мира среди юниоров | Юджин, США               | 400 м с/б        | 11-е (1/2)  | 59,37     |
| 2016 | Чемпионат Европы             | Амстердам, Нидерланды    | эстафета 4×400 м | 6-е         | 3.27,64   |
| 2016 | Олимпийские игры             | Рио-де-Жанейро, Бразилия | эстафета 4×400 м | 5-е         | 3.26,64   |
| 2017 | Чемпионат Европы в помещении | Белград, Сербия          | 400 м            | 28-е (заб.) | 55,18     |
| 2017 | Чемпионат Европы в помещении | Белград, Сербия          | эстафета 4×400 м | 3-е         | 3.32,10   |